# Nörder-Mossatjärnen
Nörder-Mossatjärnen är en sjö i Älvdalens kommun i Dalarna och ingår i Dalälvens huvudavrinningsområde.